# Герман (Афанасиадис, Яннакис)
Митрополит Герман (греч. Μητροπολίτης Γερμανός, в миру Янна́кис Афанасиа́дис, греч. Γιαννάκης Αθανασιάδης; 17 сентября 1930, Бакыркёй — 10 августа 2018, Стамбул, Турция) — епископ Константинопольской православной церкви, митрополит Феодоропольский (1987—2018), ипертим и экзарх Родопских гор, духовник Константинопольской архиепископии.

## Биография
Родился 17 сентября 1930 года в стамбульском районе Макрохори.
Окончил Великую школу нации на Фанаре. В период обучения в Халкинской богословской школе, 10 октября 1953 года был пострижен с монашество с наречением имени Герман и 11 октября рукоположен в сан иеродиакона. В 1954 году окончил семинарию.
15 августа 1966 года рукоположен в сан иеромонаха.
6 февраля 1972 года был хиротонгисан в титулярного епископа Арианзоского, викария Деркийской митрополии.
5 февраля 1987 года избран митрополитом Феодоропольским.
2 октября 1990 года определён действующим митрополитом с тем же титулом.
10 января 1991 года Патриархом Константинопольским Димитрием назначен настоятелем Свято-Троицкого монастыря на острове Халки
В ноябре 1995 года освобождён от должности настоятеля Свято-Троицкого монастыря, а 21 декабря того же года патриархом Константинопольским Варфоломеем назначен духовником Константинопольской архиепископии.
Скончался 10 августа 2018 года. 13 августа в соборе Святого Георгия патриарх Константинопольский Варфоломей совершил отпевание почившего.